# Megalictis
Megalictis és un gènere extint de mamífers carnívors de la família dels mustèlids que visqueren a Nord-amèrica des de l'Oligocè superior fins al Miocè inferior, fa entre 18,5 i 24,8 milions d'anys. Se n'han trobat restes fòssils a Colorado, Dakota del Sud, Florida, Nebraska, Texas i Wyoming (Estats Units). Atenyia la mida d'un os o un jaguar i tenia la constitució d'un golut. Era capaç d'esberlar ossos amb les dents. Ocupava si fa no fa el mateix nínxol ecològic que les hienes en un període en el qual no hi havia cap gran fèlid a Nord-amèrica. El nom genèric Megalictis significa ‘mostela grossa’.